# Hangard Airlines
Hangard Airlines — частная монгольская пассажирская авиакомпания. Базировалась в Международном аэропорту имени Чингисхана в Улан-Баторе.

## История

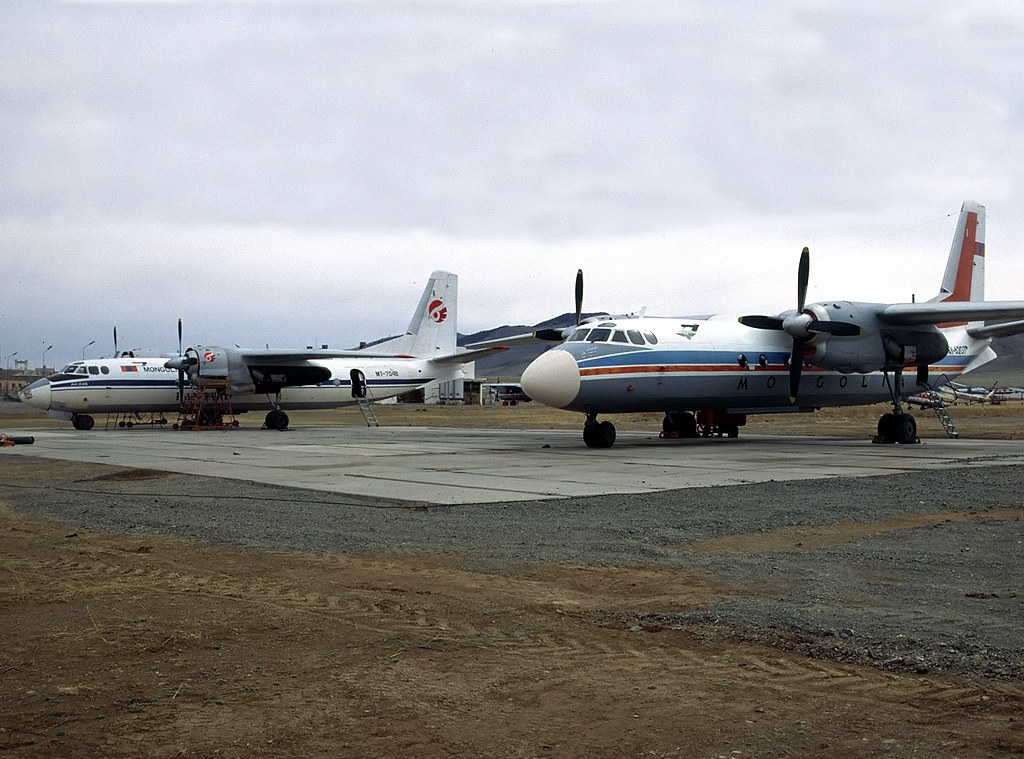
Самолёты Ан-24 авиакомпаний Hangard Airlines (слева) и MIAT Mongolian Airlines (справа)

После перестройки управление гражданской авиации лишилось полномочий регулировать тарифы на авиабилеты, начиная с 1993 года, что позволило развиваться конкуренции на рынке авиаперевозок.
Благодаря этому в Монголии появилась первая частная авиакомпания — Hangard Airlines. Она была основана в 1992 году, а с января 1993 года начала заниматься выполнением рейсов, преимущественно внутри Монголии.
Авиакомпания выполняла как регулярные, так и чартерные рейсы внутри Монголии. Кроме того, авиакомпания выполняла рейсы и в российские города Иркутск и Улан-Удэ.
Основным конкурентом Hangard Airlines была авиакомпания MIAT Mongolian Airlines.
Флот авиакомпании состоял из одного самолёта Ан-24 (MT-7048) и двух Ан-38.
Авиакомпания прекратила деятельность в 2001 году.